# Uranus Pathfinder

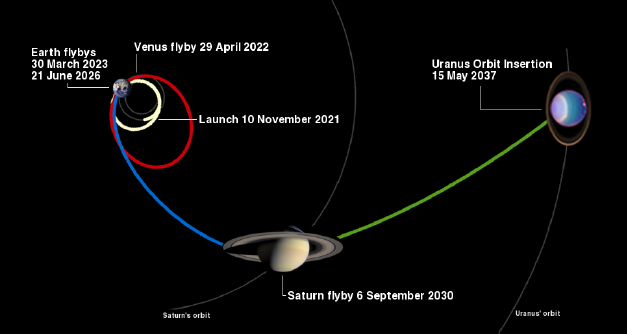

Uranus Pathfinder è una missione spaziale dell'Agenzia Spaziale Europea proposta da un team di scienziati nel 2010 per l'esplorazione di Urano e i suoi satelliti naturali. Venne proposto nell'ambito del programma Cosmic Vision dell'ESA per il decennio 2015-2025 ma alla fine non fu selezionato.. La sonda spaziale sarebbe stata lanciata nel 2022 e avrebbe sfruttato l'effetto fionda gravitazionale di Venere, della Terra e di Saturno prima di arrivare in prossimità di Urano ed entrare in orbita nel 2037, dopo un viaggio di più di 12 anni.